# Borownica (województwo podkarpackie)
Borownica – wieś w Polsce położona w województwie podkarpackim, w powiecie przemyskim, w gminie Bircza, na zachodnim skraju Pogórza Przemyskiego.
Do 1914 miejscowość leżała w powiecie sanockim, w powiecie podatkowym Bircza, w austriackiej prowincji Galicja. Do II wojny światowej wieś byłą przysiółkiem Jawornika Ruskiego.
W latach 1975–1998 miejscowość położona była w województwie przemyskim.

## Demografia
- 1926 – 14 grekokatolików
- 1938 – 30 grekokatolików

## Historia
Wieś powstała w XVII wieku jako osada przy istniejącej tu hucie szkła, która działała jeszcze w drugiej połowie XIX wieku. Początkowo była własnością Romualda Tergonde. W XVIII i XIX wieku przybyło tu wielu osadników niemieckich, którzy ulegli stopniowej asymilacji i polonizacji. W połowie XIX wieku właścicielem posiadłości tabularnej Ulucz z Borownicą, Hłomczą i Chruszczówką był Teodor Ternonde. Na początku XX wieku mieszkańcy zbudowali w dolnej części wsi murowany kościół pw. Najświętszego Serca Pana Jezusa. Parafia w Borownicy należy do dekanatu Bircza.

### II wojna światowa
12 września 1939 17 Pułk Piechoty Ziemi Rzeszowskiej pod dowództwem płk. dypl. Beniamina Kotarby (bez I batalionu) zajął Borownicę wypierając z niej żołnierzy niemieckiej 2 Dywizji Górskiej. Niemcy po otrzymaniu posiłków otoczyli 17 pp. Próba przebicia do lasów na północ Borownicy nie powiodła się. Pułk został rozbity. Część żołnierzy rozproszyła się, a część dostała do niewoli. Pod przysiółkiem Czarny Potok poległ między innymi dowódca pułku. Tak zakończyła się historia pułku powstałego w 1918 roku. W walkach 17 pp wzięła udział także 2 Kompania „Sławsko” Pułku KOP „Karpaty I” pod dowództwem kpt. Tadeusza Gawdzika, tracąc w niej 60% swego stanu osobowego. 
W czasie okupacji niemieckiej ks. Gabriel Marszałek z Borownicy wystawił "aryjskie" dokumenty Żydówce Eugenii Jare (Ginie Diamant) i przez kilka miesięcy udzielał jej schronienia. W 2015 roku Instytut Jad Waszem uhonorował go za to tytułem Sprawiedliwego wśród Narodów Świata.
12 lipca 1944 roku został zamordowany przez bojówkę UPA administrator parafii w Borownicy, ks. Józef Kopeć.
20 kwietnia 1945 oddziały Samoobronnych Kuszczowych Widdiłów dowodzone przez Mychajła Dudę „Hromenkę” i Stepana Stebelskiego „Chrina” zabiły w Borownicy ponad 60 Polaków i spaliły większość zabudowy. Zbrodnia miała być odwetem za grabieże i morderstwa ukraińskiej ludności cywilnej dokonywane przez milicjantów z miejscowego posterunku Milicji Obywatelskiej, w którym zastępcą dowódcy był były partyzant AL Jan Kotwicki ps. „Ślepy”. Kilkudziesięciu Polakom, których sprawcy złapali w lesie, oświadczono, że był to odwet za ataki na Ukraińców, w tym za zbrodnię w Pawłokomie. Z rozkazu „Hromenki” mężczyzn oddzielono od kobiet i dzieci i rozstrzelano.
Ci, którzy przeżyli, przenieśli się m.in. do wsi Dobra, Witryłów, Końskie. Polacy powrócili do Borownicy w 1947 roku i odbudowali wieś.
W Borownicy znajduje się pomnik upamiętniający tę zbrodnię.

## Znane osoby związane z wsią
- Julian Stańczak - malarz
- Adolf Milczanowski - rzeźbiarz ludowy